# Spreča (Živinice, BiH)
Spreča je naselje u općini Živinice, Federacija BiH, BiH.

## Zemljopis
Većim se dijelom nalazi između rijeka Oskove i Spreče. Manji dio (Tadići) pruža se duž rječicu Liješnicu prema Donjim Dubravama. Spreča se na jugu nastavlja u naselja Sjever II i Sjever I od Živinica. Prema sjeverozapadu je Strašanj.

## Povijest
U FNRJ je podijeljeno naselje Par Selo na Par Selo Donje i Par Selo Gornje. Par Selo Donje preimenovano je u Spreču 1981. godine (Sl.list SRBIH, 28/81), odnosno s naseljem Malinama spojeno u naselje Spreča.

## Gospodarstvo
Rudarstvo, peradarstvo - farma pilića. U Spreči je pumpna stanica Živinice.

## Promet
Pruža se duž ceste M 212/R 469, željezničke pruge Živinice - Tuzla i ceste M 113/ M 18.

## Stanovništvo
Nacionalni sastav stanovništva 1991. godine, bio je sljedeći:
ukupno: 603
- Hrvati - 253
- Muslimani - 194
- Srbi - 14
- Jugoslaveni - 123
- ostali, neopredijeljeni i nepoznato - 10